# Liz Snoijink
Elizabeth Agnes Victoria (Liz) Snoijink (Goirle, 19 november 1955) is een Nederlands actrice.

## Levensloop
Liz Snoijink werd geboren in Goirle en groeide op in Loon op Zand. Haar moeder Resie was van Duitse komaf en ontmoette haar vader na de bevrijding in Duitsland. Het stel trouwde in 1948 en ging in Tilburg wonen. Vader Snoijink was farmacoloog en wist een succesvol bedrijf op te zetten in diagnostisch materiaal en antisera.
In 1955 kwam Elisabeth ter wereld. Ze zou enig kind blijven. Later zou ze zich Liz gaan noemen.
Over haar ouders vertelde Liz in een interview met Elegance: “Hij hield van mooie dingen en vond het leuk om kleren met me te gaan kopen. Soms nam hij me daarvoor zelfs mee naar Parijs of Londen. Mijn moeder was een boerendochter: heel puur en totaal niet geïnteresseerd in uiterlijk vertoon. Zij leerde me dat het in het leven niet om uiterlijkheden draait, en daarom had ik lang een soort schroom om van die dingen te genieten. (…) Nu vind ik zelfs dat je schaamteloos mag gebruikmaken van dat wat de natuur je heeft gegeven. Uiterlijk is hartstikke belangrijk!” 
Na het overlijden van vader in 2000 erfde Snoijink het bedrijf en verkocht het pas 15 jaar later. Na vaders dood gingen moeder, Liz en haar zoon Esra onder één dak wonen, totdat moeder naar een verpleeghuis verhuisde.

### Relaties
De eerste relatie van Liz Snoijink liep bijzonder af. Haar moeder was al meteen tegen de relatie met Roy, een hele knappe jongen die niet helemaal wou deugen, aldus Snoijink. Dat bleek ook wel toen een week na een museumbezoek door Roy, Liz en haar vader, datzelfde museum werd beroofd. Roy en een maat van hem bleken daar achter te zitten. Bij de achtervolging door de politie werd de maat van Roy doodgeschoten. Roy belandde in de gevangenis, waar Liz hem nog een tijd bezocht.
Op haar twintigste trouwde ze in 1975 met Enrico Baccalà, één van haar docenten op de toneelacademie Maastricht. In 1981 kwam het tot een scheiding. In diezelfde periode verhuisde Snoijink naar Amsterdam. Daar leerde ze de journalist/schrijver Tim Krabbé kennen, met wie ze trouwde in 1985. Samen kregen ze een zoon, Esra (1987). Ze zijn inmiddels grootouders van een tweeling die in Japan woont (daar woont zoon Esra sinds zijn zestiende).
Toen ze in 2005 in Buenos Aires was voor opnames van de serie Julia’s Tango, kwam ze tijdens een wandeling in een tangosalon terecht. “Ik voelde meteen, dit is iets voor mij.” Terug in Nederland ging ze tangolessen volgen en ontmoette ze Nicolaas Oldenburg.  Op 17 september 2013 trouwde ze met hem.
Over haar liefdesleven zegt ze in retrospectief: "In het verleden was ik veel te nonchalant. Ik gooide mannen weg als oud papier. Ik had totaal niet door hoe belangrijk het is om een mooie relatie te hebben. Laat staan dat je daar wat voor moet doen. Het gaat niet vanzelf. Ik beschouw mijn andere huwelijken zeker niet als mislukt. Die waren heel fijn en mooi."

## Loopbaan
Na het lyceum in Tilburg ging ze naar de Toneelacademie in Maastricht. De fascinatie voor toneel ontstond tijdens theaterbezoeken met haar moeder. “Die spanning van wat er gebeurt als het gordijn opengaat! Ik wilde daar bij horen en meedoen aan dat mysterie”, zei ze daarover in HP de Tijd. In een ander interview: “Ik was stapelgek op Sigrid Koetse. Die had ik een paar keer zien spelen en ik was helemaal in shock. Ik vond die vrouw zoiets fascinerends. Toen was ik een jaar of dertien.”
Ze zat in de klas bij onder andere Porgy Franssen (goede vriend van haar sinds die tijd) en Gijs de Lange.
Na haar afstuderen in 1979, kon Snoijink kiezen tussen een aanstellen bij theatergezelschap Globe en Toneelgroep Theater in Arnhem. Het werd de laatste. Ze zou er drie jaren spelen, totdat goede vriend Porgy Franssen naar Amsterdam verhuisde. Zij verhuisde met hem mee.
Nadat ze bij Theater vertrok, heeft ze zich niet meer aangesloten bij een gezelschap. Ze speelde in al die jaren in zeker 45 theaterproducties volgens de theaterencyclopedie. Daarnaast speelde Snoijink vele rollen in films en op televisie.

## Trivia
- In 1982 maakte Snoijink (samen met Wilbert Gieske) reclame voor Unox knakworst.[12]
- Later werkte ze mee aan een reclamespot voor het bedrijf PreScan.[13]
- In 1988 stond Snoijink in de Playboy.[14]
- In 2006 was ze deelneemster aan Wie is de Mol?[15]

## Carrière (selectie)

### Toneel
- stukken van Harold Pinter, Shakespeare en Molière
- Woyzeck van Georg Büchner
- Blind Date
- De huwelijks-carrousel (blijspel) - 1983/1984
- Kopenhagen – 1999
- Omhoog die stok
- Welkom in het bos (Alex van Warmerdam)
- De mooiste Tijd (Ton Vorstenbosch)
- De Potvis (Frank Houtappels)
- Kopenhagen – 2009
- Oranje Boven (Jon van Eerd) – Snoijink speelt deze rol als vervangster van Nelly Frijda
- Kopenhagen – reprise 2010
- Farah Diba (2012)
- Liefde levenslang (2013)
- De man van je leven (2017)
- Kunst & Kitsch (2018)
- Doek! (Maria Goos, 2024) – met Porgy Franssen)

### Televisie
- Ik verzin wel iets (1981)
- Mensen zoals jij en ik (1983)
- Willem van Oranje – Anna van Buren (1983)
- Dossier Verhulst – Lucy Verhulst-van Delden (1986-1987)
- Moordspel – Panellid (afl. Gelukkig Nieuwjaar, 1987), Diana Willemsen (afl. Illusie verstoord, 1987)
- Vrienden voor het leven – Renée (afl. Hoezo jaloers, 1990)
- Oppassen!!! – Annejet Buys (afl. Internaat, 1992)
- Iris - Anna-Thérèse, (1992)
- In de Vlaamsche pot – zichzelf (afl. Harde wereld die filmwereld, 1993)
- Vrouwenvleugel – Jacqueline Karstens (1993-1994)
- Medisch Centrum West – Barbara van Dam (1994)
- Het Zonnetje in Huis- Cardioloog (1994)
- Jansen, Jansen – Pien (1996)
- De eenzame oorlog van Koos Tak (1996)
- Baantjer – Sylvia Hubar (afl. De Cock en de moord om de moord, 1997)
- Kees & Co – Maaike Lida (afl. 't Werd Zomer, 1999)
- Meiden van De Wit – Emma de Wit-Verstraeten (2003-2005)
- Wie is de Mol? seizoen 6 (2006)
- Onderweg naar Morgen – Leonore van Haaften (2006-2007)
- Julia's Tango – Maria Zonneveld (2007-2008)
- 't Schaep met de 5 pooten - Mevrouw Bastiaanse (2007)
- Kinderen geen bezwaar – Gea (2008)
- Gooische Vrouwen – Carla Callewaert (2009)
- Dokter Deen – Heleen van der Meer (2012-2018)
- Freddy, leven in de brouwerij - Lucille Cummins (2013)
- Dit Zijn Wij - moeder van Anna (2020)

### Film
- Als in een roes
- De nacht van de wilde ezels
- Hoge hakken, echte liefde
- Sprong naar de liefde
- De lift
- Flodder
- De kleine blonde dood
- Phileine zegt sorry
- Paul Chevrolet en de ultieme hallucinatie
- De rode zwaan
- sl8n8
- Sneeuwwitje en de zeven dwergen (stem) (1990)
- Het Phoenix Mysterie (1990)
- Kirikou en de Heks (stem)
- Kung Fu Panda 2 (stem)
- Kleine Nemo: Avonturen in Dromenland (stem) (1989)
- De omweg (2000)
- Asterix & Obelix bij de Britten (2012)
- Oh Baby (2017)
- Naar Huis (2018) (korte film)
- Mijn vader is een vliegtuig (2021)
- Nr. 10 (2021)

### Musical
- La Cage Aux Folles – Marie Dindon (2010/2011)
- Anastasia - Grootvorstin Maria Fjodorovna, keizerin-moeder (2019/2020)